# Albanezen in de Verenigde Staten
De Albanezen in de Verenigde Staten of de Albanese-Amerikanen (Albanees: Shqiptaro-Amerikanët; Engels: Albanian-Americans) vormen met circa 200.000 personen een etnische minderheid in het land. De oorsprong van de Albanese gemeenschap in de VS ligt in landen op de Balkan, voornamelijk Albanië, maar ook Kosovo, Noord-Macedonië en Montenegro. Een aanzienlijk deel van de Albanese-Amerikanen is tevens onderdeel van de Arbëreshë, een Albanees-Italiaanse gemeenschap.

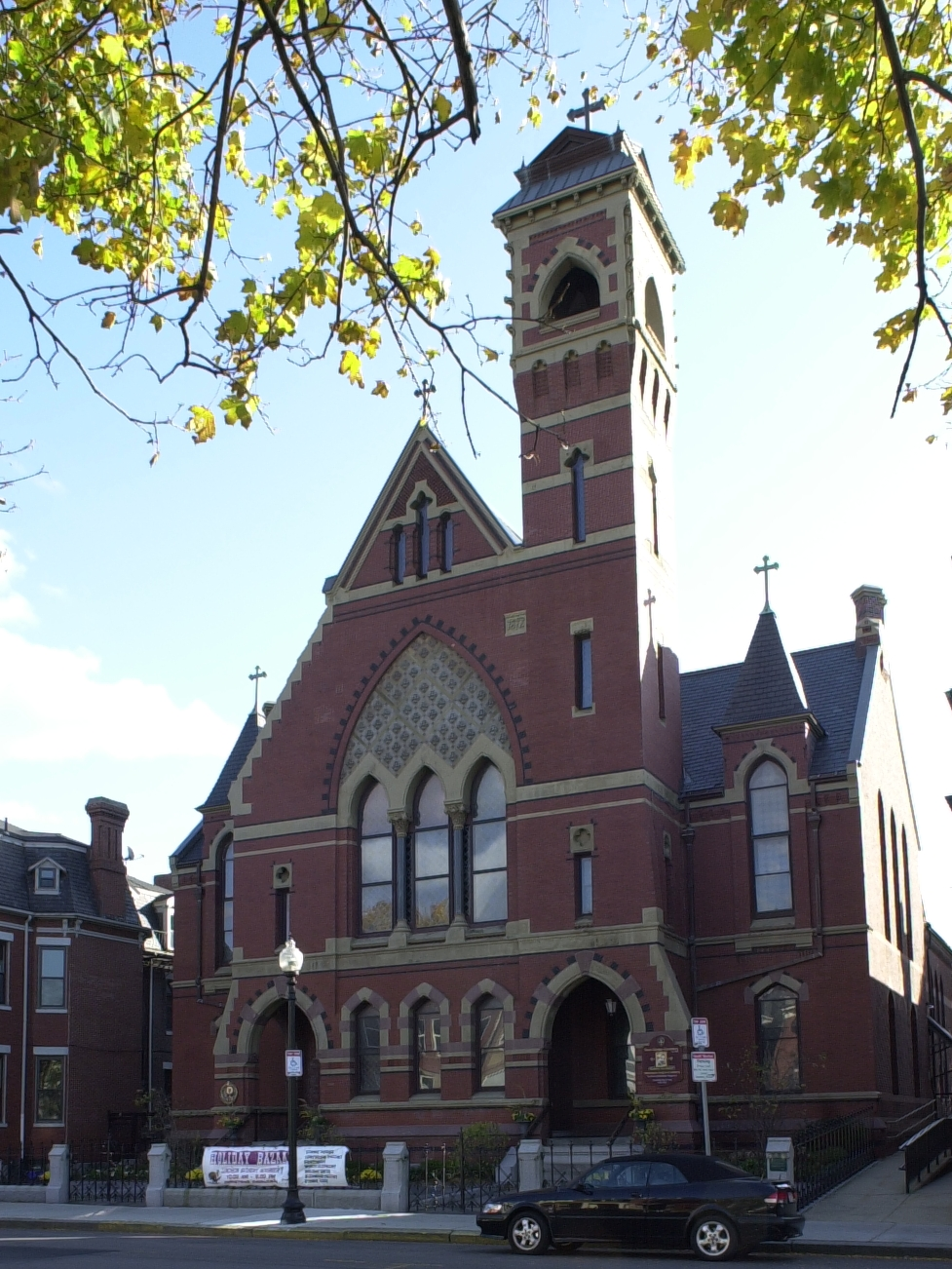
Een Albanees-Orthodoxe Kerk in de stad Boston.

Volgens volkstellingen uit 2012 wonen er ongeveer 200.000 personen van Albanese komaf in de Verenigde Staten. De grootste gemeenschap is woonachting in New York. Andere staten met een aanzienlijke Albanese gemeenschap zijn Michigan, Massachusetts en Ohio.

## Bekende personen
- Amanda Kovci
- Aurela Gaçe
- Bleona Qereti
- Masiela Lusha
- Eliza Dushku
- Breanne Benson
- Bobbi Starr
- Bebe Rexha
- James Biberi
- James Belushi
- John Belushi
- Enver Gjokaj